# Wilfried Schreck
Wilfried Schreck (* 24. November 1955 in Peitz) ist ein deutscher Politiker (SPD) und ehemaliger Abgeordneter des Deutschen Bundestages.

## Leben
Schreck besuchte in den Jahren 1962 bis 1972 die Polytechnische Oberschule und absolvierte anschließend eine Lehre als Maschinist für Wärmekraftwerke mit Abitur im mittlerweile abgerissenen Kraftwerk Lübbenau. Nach der Ausbildung leistete er seinen Grundwehrdienst in Spremberg, danach arbeitete er als Maschinist im Kraftwerk Boxberg. Im Jahr 1977 begann er ein Studium der Kraftwerkstechnik an der Ingenieurhochschule Zittau, die er im Jahr 1981 mit einem Diplom für Energie- und Kraftwerkstechnik verließ. Nach seinem Studium begann er als Blockleiter im Kraftwerk Jänschwalde zu arbeiten. Anfang der 1990er Jahre wurde er Vorsitzender der Betriebgewerkschaftsleitung und des Betriebsrates des Unternehmens.
Er trat im Jahr 1996 der SPD bei und wurde bei der Bundestagswahl 2002 im Wahlkreis Cottbus – Spree-Neiße mit 43,4 % direkt in den Bundestag gewählt. Er gehörte diesem bis zum Jahr 2005 an.
Schreck tritt bei den Kommunalwahlen 2024 im Wahlkreis 4 zur Wahl der Stadtverordnetenversammlung der Stadt Cottbus SPD auf Listenplatz 17 der SPD mit der Berufsbezeichnung Rentner an.
Er war Vorsitzender des Gesamtbetriebsrates von Vattenfall Europe Generation und Mitglied des Konzernbetriebsrates der Vattenfall Europe AG sowie des Aufsichtsrates. Während seines Abgeordnetenmandats erhielt er weiterhin Zahlungen von Vattenfall.